# Alexander Korobow
Alexander Korobow (kasachisch Александр Коробов; * 1. April 1978 in Alma-Ata) ist ein ehemaliger kasachischer Skispringer.

## Werdegang
Sein internationales Debüt gab er zur Saison 1994/95 im Rahmen des Skisprung-Continental-Cups. Am 10. Februar 1996 startete er am Kulm erstmals im Skisprung-Weltcup. Beim Skiflug-Weltcup erreichte er Rang 48. Die gleiche Position erreichte er am Folgetag auch beim Einzelfliegen zur Skiflug-Weltmeisterschaft 1996. Im Februar 1997 startete Korobow bei der Nordischen Skiweltmeisterschaft im norwegischen Trondheim. Nach Platz 58 von der Normalschanze landete er auf dem 48. Platz von der Großschanze. Obwohl er auch weiter im Continental Cup keine Erfolge feiern konnte, kam er im Januar 1998 erneut zum Einsatz im Weltcup. Beim Skifliegen in Oberstdorf auf der Heini-Klopfer-Skiflugschanze erreichte er die Plätze 40 und 43, bevor er bei der folgenden Skiflug-Weltmeisterschaft 1998 auf gleicher Schanze am Ende 42. wurde. Beim Skifliegen in Vikersund im März erreichte er Platz 58.
Im Sommer 1999 startete er erstmals im Skisprung-Grand-Prix und erreichte beim Team-Wettbewerb in Hinterzarten mit der Mannschaft Platz 11. Nach weiteren erfolglosen Einzelspringen in Welt- und Continental Cup landete er mit der Mannschaft beim Team-Weltcup in Kuopio erstmals in den Top 10. Für zwei weitere Jahre startete Korobow erfolglos im Continental Cup, bevor er zum kasachischen Team bei den Olympischen Winterspielen 2002 in Salt Lake City gehörte. Nach Platz 48 von der Normalschanze schied er von der Großschanze bereits in der Qualifikation aus. Gemeinsam mit Maksim Polunin, Stanislaw Filimonow und Pawel Gaiduk erreichte er im Teamspringen den 13. und damit letzten Rang.
Nachdem Korobow auch in der Saison 2001/02 erneut ohne Erfolg geblieben war, beendete er nach der Saison seine aktive Skisprungkarriere.

## Erfolge

### Continental-Cup-Platzierungen
| Saison  | Platz | Punkte |
| ------- | ----- | ------ |
| 1994/95 | 127.  | 04     |
| 1998/99 | 127.  | 28     |
| 2000/01 | 127.  | 06     |